# Mateus Caramelo
Mateus Lucena dos Santos, conocido como Mateus Caramelo o simplemente Caramelo (Araçatuba, São Paulo, 30 de agosto de 1994-La Unión, Antioquia, 28 de noviembre de 2016), fue un futbolista brasileño que jugaba como lateral derecho. Su última actuación fue en el Chapecoense, por préstamo de São Paulo.

## Carrera deportiva

### Mogi Mirim
Caramelo se destacó, en su paso al Mogi Mirim, por su actuación en el Campeonato brasileño de 2013. Viviendo en el alojamiento del club, se convirtió en una revelación en su debut en la victoria ante el San Pablo, y gracias a esa buena actuación no dejó más la camiseta número 2 del club en los dos partidos que el Mogi disputó en ese campeonato. Además de su buen fútbol, su apellido también llamó la atención de los hinchas y de la prensa, gracias a la canción «Camaro Amarillo», del dúo Munhoz & Mariano, en la que los intérpretes cantan «Agora fiquei doce igual Caramelo, tô tirando onda de Camaro Amarelo» («Ahora soy dulce como el Caramelo, estoy tomando onda de Camaro Amarillo»), la broma con la composición fue inevitable. A pesar de aquello, el propio atleta decía desconocer el origen de su apodo.

### São Paulo
Después de las eliminaciones del São Paulo Futebol Clube en el Campeonato Paulista y en la Copa Libertadores la misma semana y de la reformulación emprendida por el presidente Juvenal Juvêncio y por el técnico Ney Franco, la cual llevó a que el club alejara a siete futbolistas, fue confirmada la contratación de Caramelo por el club paulista, a pesar del sondeo de los flamenguistas, junto con su compañero en el Mogi Mirim, Roni.
En su primer partido como titular por São Paulo, frente a Ponte Preta, Caramelo fue uno de los futbolistas más destacados del encuentro. Caramelo continuó actuando en el equipo de Muricy Ramalho en partidos con el equipo de reserva, pero ello no fue suficiente para su permanencia en el plantel. Estuvo presente en la lista de exenciones del club del Morumbi para ser prestado por falta de experiencia.
Regresó a São Paulo en el año 2016, donde fue inscrito para la disputa de la Copa Libertadores de América.

#### Atlético Goianiense
Después de pasar mucho tiempo en la banca y no tener espacio en São Paulo, Caramelo fue cedido, el 17 de enero de 2014, al Atlético Clube Goianiense para ganar más experiencia, teniendo contrato hasta el final de la temporada.

### Chapecoense
Después de volver de su préstamo y no tener espacio en São Paulo, Caramelo fue cedido a Chapecoense hasta el final de 2015.
El 5 de agosto de 2016, se renovó su préstamo al club.

## Muerte
Mateus Caramelo fue una de las víctimas fatales de la caída del vuelo 2933 de LaMia, el 28 de noviembre de 2016. La aeronave transportaba al equipo del Chapecoense a Medellín, en Colombia, donde disputaría el partido de ida de la final de la Copa Sudamericana de 2016. Además del equipo de Chapecoense, la aeronave llevaba a 21 periodistas brasileños que cubrirían el partido contra el Atlético Nacional.

## Estadísticas
| Club                | Temporada           | Campeonato Nacional | Campeonato Nacional | Copa Nacional | Copa Nacional | Competiciones internacionales1 | Competiciones internacionales1 | Campeonato Estatal | Campeonato Estatal | Otros torneos2 | Otros torneos2 | Total  | Total |
| Club                | Temporada           | Juegos              | Goles               | Juegos        | Goles         | Juegos                         | Goles                          | Juegos             | Goles              | Juegos         | Goles          | Juegos | Goles |
| ------------------- | ------------------- | ------------------- | ------------------- | ------------- | ------------- | ------------------------------ | ------------------------------ | ------------------ | ------------------ | -------------- | -------------- | ------ | ----- |
| São Paulo           | 2013                | 3                   | 0                   | 0             | 0             | 0                              | 0                              | 0                  | 0                  | 2              | 0              | 5      | 0     |
| São Paulo           | 2016                | 4                   | 0                   | 0             | 0             | 4                              | 0                              | 8                  | 0                  | 0              | 0              | 16     | 0     |
| São Paulo           | Total               | 7                   | 0                   | 0             | 0             | 4                              | 0                              | 8                  | 0                  | 2              | 0              | 21     | 0     |
| Total en la Carrera | Total en la Carrera | 7                   | 0                   | 0             | 0             | 4                              | 0                              | 8                  | 0                  | 2              | 0              | 21     | 0     |

1 En las competiciones continentales, incluyendo juegos y goles de la Copa Libertadores.
2 En otros, como juegos y goles en partidos amistosos.

## Palmarés

### Títulos internacionales
| Título            | Equipo      | Sede            | Año  |
| ----------------- | ----------- | --------------- | ---- |
| Copa Sudamericana | Chapecoense | América del Sur | 2016 |